# Warzou (Sarkin Haoussa)
Warzou (auch: Worzou) ist ein Dorf in der Landgemeinde Sarkin Haoussa in Niger.

## Geographie
Das von einem traditionellen Ortsvorsteher (chef traditionnel) geleitete Dorf befindet sich rund vier Kilometer nördlich des Hauptorts Sarkin Haoussa der gleichnamigen Landgemeinde, die zum Departement Mayahi in der Region Maradi gehört. Eine weitere Siedlung in der Umgebung von Warzou ist Kotaré im Osten.
Es herrscht das Klima der Sahelzone vor, mit einer durchschnittlichen jährlichen Niederschlagsmenge zwischen 300 und 400 mm. Im Vergleich mit anderen Gegenden in der Gemeinde ist die Pflanzendecke um Warzou besonders dicht und artenreich.

## Bevölkerung
Bei der Volkszählung 2012 hatte Warzou 1523 Einwohner, die in 142 Haushalten lebten. Bei der Volkszählung 2001 betrug die Einwohnerzahl 1085 in 135 Haushalten.
In Warzou wird Hausa gesprochen. Die Bevölkerungsdichte in diesem Gebiet ist für nigrische Verhältnisse hoch.

## Wirtschaft und Infrastruktur
Die Mehrheit der Bevölkerung bestreitet ihren Lebensunterhalt durch Subsistenzwirtschaft im Ackerbau und in der Viehzucht. Das Gebiet der Ebenen im südlichen Teil der Region Maradi, in dem Warzou liegt, ist von einer anhaltenden Degradation der ackerbaulichen Flächen gekennzeichnet, die mit der hohen Bevölkerungsdichte in Zusammenhang steht. Es gibt eine Grundschule im Ort.